# Consulta popular de Colombia de 2025
La Consulta popular de 2025 en Colombia fue una propuesta de deliberación pública planteada por el presidente Gustavo Petro. Las preguntas de la consulta estarían referidas a una probable reforma laboral en Colombia que amplíe los derechos humanos laborales y de salud de las personas trabajadoras en el país. El Senado de la República de Colombia dio marcha atrás al proyecto el 14 de mayo de 2025. El 3 de junio de 2025 anunció oficialmente que tiene listo el borrador del decreto para convocar a la consulta popular.
El 21 de junio de 2025 el presidente anunció la derogación de la consulta popular, tras de aprobarse la reforma laboral el 20 de junio por medio de conciliación y convocó a una papeleta para la asamblea nacional constituyente.

## Antecedentes

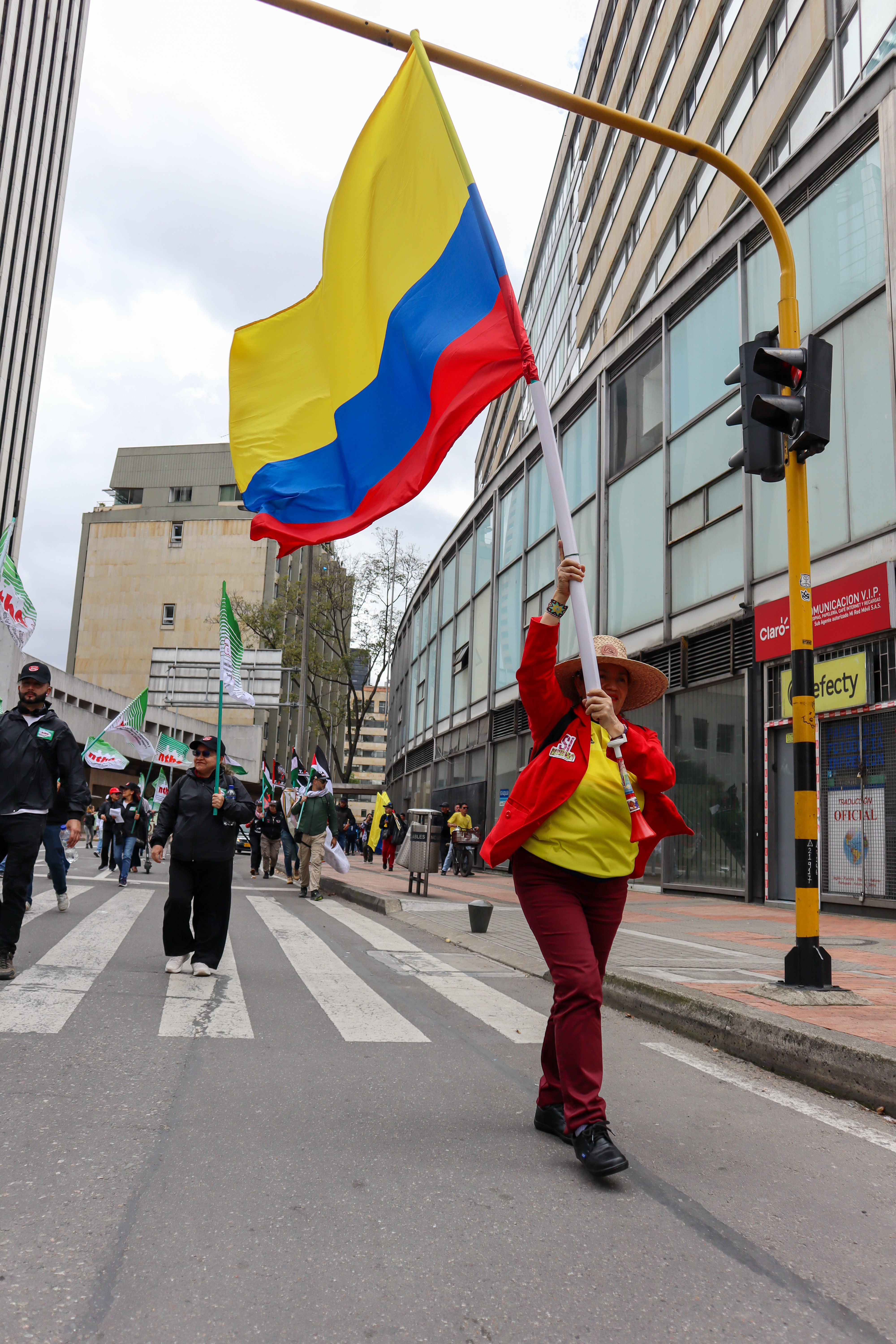
Una mujer ona una bandera colombiana durante una marcha en Bogotá el 28 de mayo

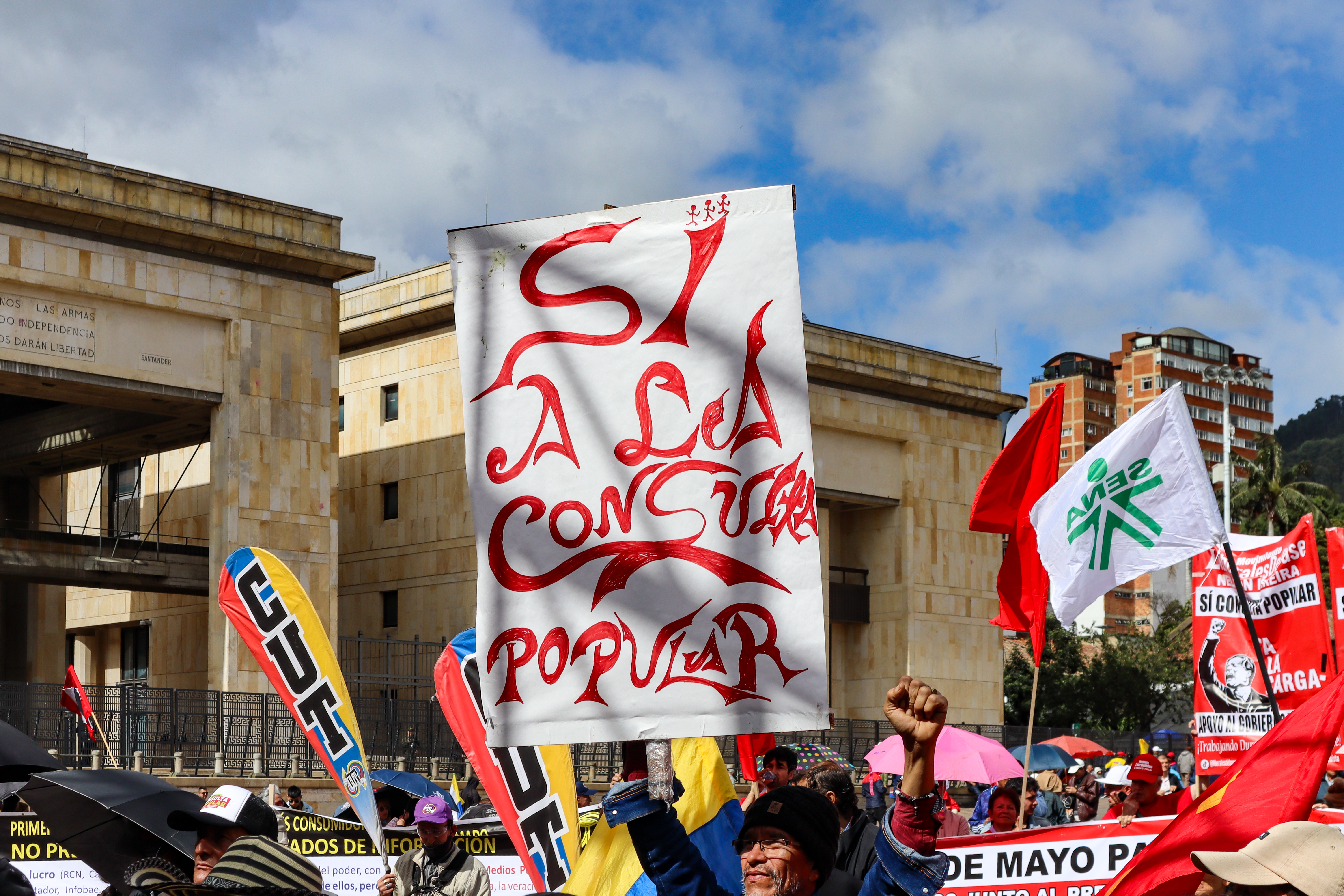
Cartel en apoyo a la consulta popular en un cabildo abierto en la plaza de Bolívar.

El primer referéndum en la historia de Colombia se realizó el 26 de agosto de 2018, la Consulta popular anticorrupción de Colombia. Por otro lado, como parte de sus propuestas de campaña, Gustavo Petro ha impulsado propuestas relacionadas con ensanchar los derechos laborales de 22 millones 32 mil personas que laboran en Colombia. Para ello realizó mesas y reuniones sectoriales con organismos sindicales, gremiales, grupos indígenas y organizaciones de base que derivaron en una propuesta de reforma laboral llamada «Trabajo por el cambio» misma que se radicó en el Senado de la República el 16 de mayo de 2023 tras la presentación de 3 mil propuestas originadas en 34 mesas. Entre las propuestas de esta reforma se incluyen:
- Incrementar los derechos a recargos por trabajar dominicales y festivos del 75% al 100%
- Jornada diurna de 6:00 a. m. a 6:00 p. m.
- Recuperar la jornada nocturna de 6:00 p. m. a 6:00 a. m. priorizar los contratos de las personas a término indefinido
- Disminuir la tercerización laboral
- Buscar derechos para trabajadores de plataformas digitales
- Licencias de paternidad de 12 semanas
- Igualdad salarial de hombres y mujeres
- Formalización e industrialización del campo

De manera repetida, los intentos por discutir la reforma de ley fueron negados por la Comisión Séptima del Senado. Por ello, en marzo de 2025 el presidente decidió ir por el camino de una consulta popular, presentando una serie de preguntas a responder por los ciudadanos.
El 14 de mayo 49 senadores votaron en contra de realizar la consulta y archivaron la propuesta. El ministro del Interior, Armando Benedetti, acusó irregularidades en dicha votación particularmente en el conteo manual de votos. El presidente Petro acusó el hecho como una trampa, mencionando que podría apelar a que se realice la consulta por un decreto suyo. El 18 de mayo el presidente Petro encabezó una movilización que concluyó en la plaza de Bolívar en donde acusó a los detractores de la consulta de perpetuar la explotación de la humanidad.
El 27 de mayo el ministro de Salud y Protección Social de Colombia, Guillermo Alfonso Jaramillo, radicó nuevamente una propuesta llamada por los medios Consulta Popular 2.0.

## Repercusiones

### Movilizaciones sociales
Organizaciones laborales y sociales convocaron a un Paro Nacional el 28 y 29 de mayo en repudio a la decisión del senado del 14. El 28 de mayo ocurrieron movilizaciones en Armenia, Bogotá, Medellín y Cali.
El 29 de mayo las centrales obreras y organizaciones sociales convocaron a la realización de marchas, cabildos abiertos y movilizaciones diversas, registrándose 47 actividades en 41 municipios. En la capital, tras marchas por la carrera décima, el grupo de manifestantes concluyeron la actividad con un cabildo abierto en la plaza de Bolívar.

## Preguntas de la consulta
El 22 de abril de 2025 el gobierno de Colombia planteó las preguntas que realizaría en el mecanismo de participación popular.

1. ¿Está de acuerdo con que el trabajo de día dure máximo 8 horas y sea entre las 6:00 a.m. y las 6:00 p.m.?
2. ¿Está de acuerdo con que se pague con un recargo del 100% el trabajo en día de descanso dominical o festivo?
3. ¿Está de acuerdo con que las micro, pequeña y medianas empresas productivas preferentemente asociativas reciban tasas preferenciales e incentivos para sus proyectos productivos?
4. ¿Está de acuerdo con que las personas puedan tener los permisos necesarios para atender tratamientos médicos y licencias por períodos menstruales incapacitantes?
5. ¿Está de acuerdo en que las empresas deban contratar al menos 2 personas con discapacidad por cada 100 trabajadores?
6. ¿Está de acuerdo con que los jóvenes aprendices del SENA y de instituciones similares tengan un contrato laboral?
7. ¿Está de acuerdo que las personas trabajadoras en plataformas de reparto acuerden su tipo de contrato y se les garantice el pago de seguridad social?
8. ¿Está de acuerdo con establecer un régimen laboral especial para que los empresarios del campo garanticen los derechos laborales y el salario justo a los trabajadores agrarios?
9. ¿Está de acuerdo en eliminar la tercerización e intermediación laboral mediante contratos sindicales que violan los derechos laborales?
10. ¿Está de acuerdo que las trabajadoras domésticas, madres comunitarias, periodistas, deportistas, artistas, conductores, entre otros trabajadores informales, sean formalizados o tengan acceso a la seguridad social?
11. ¿Está de acuerdo en promover la estabilidad laboral mediante contratos a término indefinido como regla general?
12. ¿Está de acuerdo con constituir un fondo especial destinado al reconocimiento de un bono pensional para los campesinos y campesinas?

## Oposición a la consulta
Legisladores y distintas personalidades identificadas con la oposición al gobierno de Gustavo Petro han manifestado su rechazo a la consulta. El presidente del Senado  Efraín Cepeda —perteneciente al Partido Conservador Colombiano— ha insistido en que la consulta no es necesaria ya que existen distintos proyectos legislativos en discusión, y que además tiene un fin político. Cepeda ha criticado igualmente el intento de una reforma laboral por la gestión de Petro al considerar que no consideró la discusión con todos los sectores interesados y no genera empleos.
El partido Centro Democrático ha emitido comunicados en contra de la consulta y de la reforma laboral propuesta.
Diferentes sectores afirman que no se compadece gastar más de 700 millones de pesos en esa consulta cuando en el Senado se está dando la discusión a la reforma laboral, y la cual ya está avanzando.
Se emitió un comunicado por parte de varios partidos políticos con representación parlamentaria, en oposición a que se convoque la consulta popular, afirmando que convocar el mecanismo por decreto es una posición dictatorial, los partidos signantes del comunicado son: Partido Liberal Colombiano, Partido MIRA, Partido Cambio Radical, Colombia Justa Libres, Partido de la U, ASI, Partido Conservador así como el Centro Democrático.